# 황민수
황민수(한국 한자: 黃敏洙, 1991년 1월 17일 ~ )는 대한민국의 뮤지컬 배우이다.
2015년 '라이어 타임'으로 데뷔하였다.
'미아 파밀리아', '클럽 드바이', '세종, 1446' 등 다양한 작품에서 활약하며 안정적인 연기력와 폭넓은 가창력을 선보이고 있다.

## 학력
- 서울예술대학교(연기학/학사)

## 출연작품

### 뮤지컬
| 연도 | 제목                                   | 배역                  | 공연기간              | 공연장소                         |
| ---- | -------------------------------------- | --------------------- | --------------------- | -------------------------------- |
| 2015 | 라이어 타임                            | 안단테                | 10월 23일 ~ 11월 15일 | 아트원씨어터 2관                 |
| 2018 | 존 도우                                | 윌러비(얼터)          | 3월 1일 ~ 4월 22일    | 홍익대 대학로 아트센터 대극장    |
| 2018 | 마리아 마리아                          | 코러스                | 7월 28일 ~ 8월 5일    | 충무아트센터 중극장 블랙         |
| 2018 | 살리에르                               | 모차르트              | 8월 25일 ~ 9월 2일    | 충무아트센터 중극장 블랙         |
| 2018 | 1446                                   | 양녕대군/장영실(얼터) | 10월 5일 ~ 12월 2일   | 국립중앙박물관 극장 용           |
| 2019 | 파가니니                               | 루치오 아무스(얼터)   | 2월 15일 ~ 3월 31일   | 세종문화회관 M씨어터             |
| 2019 | 더 픽션                                | 와이트 히스만         | 4월 13일 ~ 6월 30일   | 대학로 TOM 1관                   |
| 2019 | 리틀잭                                 | 잭 피셔               | 7월 13일 ~ 9월 8일    | 대학로 TOM 2관                   |
| 2019 | 원 모어                                | 유탄                  | 9월 7일 ~ 10월 27일   | 동양예술극장 2관                 |
| 2019 | 세종, 1446                             | 양녕대군/장영실       | 10월 3일 ~ 12월 1일   | 국립중앙박물관 극장 용           |
| 2019 | 빈센트 반 고흐                         | 테오 반 고흐          | 12월 7일 ~ 3월 1일    | 예스24 스테이지 1                |
| 2020 | 미드나잇: 앤틀러스                     | 맨                    | 2월 11일 ~ 5월 3일    | 아트원씨어터 2관                 |
| 2020 | 미아 파밀리아                          | 리차드                | 6월 9일 ~ 8월 28일    | 예스24 스테이지 2관              |
| 2020 | 빈센트 반 고흐 - 사천                  | 테오 반 고흐          | 6월 26일              | 사천시문화예술회관 대공연장      |
| 2020 | 빈센트 반 고흐 - 안성                  | 테오 반 고흐          | 7월 24일 ~ 7월 25일   | 안성맞춤아트홀 대공연장          |
| 2020 | 블러디 사일런스                        | 준홍                  | 8월 15일 ~ 11월 1일   | 대학로 TOM 2관                   |
| 2020 | 세종, 1446 - 부천                      | 양녕대군/장영실       | 11월 7일              | 부천시민회관 대극장              |
| 2020 | 세종, 1446 - 군산                      | 양녕대군/장영실       | 11월 13일 ~ 11월 14일 | 군산예술의전당 대극장            |
| 2020 | 빈센트 반 고흐 - 익산                  | 테오 반 고흐          | 11월 27일 ~ 11월 28일 | 솜리문화예술회관 중공연장        |
| 2020 | 세종, 1446 - 오산                      | 양녕대군/장영실       | 12월 12일             | 오산문화예술회관 대극장          |
| 2021 | 더 픽션                                | 와이트 히스만         | 2월 27일 ~ 6월 13일   | 서경대학교 공연예술센터 SKON 1관 |
| 2021 | 빈센트 반 고흐 - 군포                  | 테오 반 고흐          | 3월 12일 ~ 3월 13일   | 군포문화예술회관 철쭉홀          |
| 2021 | 빈센트 반 고흐 - 군산                  | 테오 반 고흐          | 5월 1일               | 군산예술의전당 대공연장          |
| 2021 | 리틀잭                                 | 잭 피셔               | 6월 5일 ~ 8월 29일    | 서경대학교 공연예술센터 SKON 2관 |
| 2021 | 멸화군                                 | 천수                  | 10월 5일 ~ 1월 2일    | 대학로 TOM 1관                   |
| 2021 | 세종, 1446 - 진주                      | 양녕대군/장영실       | 11월 19일 ~ 11월 20일 | 경상남도문화예술회관 대극장      |
| 2021 | 세종, 1446 - 김해                      | 양녕대군/장영실       | 12월 3일 ~ 12월 4일   | 김해문화의전당 마루홀            |
| 2021 | 세종, 1446 - 여주                      | 양녕대군/장영실       | 12월 17일 ~ 12월 18일 | 여주 세종국악당                  |
| 2022 | 블러디 사일런스: 류진 더 뱀파이어 헌터 | 준홍                  | 3월 15일 ~ 5월 15일   | 대학로 TOM 2관                   |
| 2022 | 빈센트 반 고흐                         | 테오 반 고흐          | 3월 27일 ~ 6월 26일   | 충무아트센터 중극장 블랙         |
| 2022 | 미아 파밀리아                          | 리차드                | 6월 11일 ~ 9월 4일    | 예스24 스테이지 2관              |
| 2022 | 빈센트 반 고흐-부산                    | 테오 반 고흐          | 7월 9일               | 부산문화회관 중극장              |
| 2022 | 모딜리아니                             | 모딜리아니            | 9월 14일 ~ 12월 4일   | 예스24 스테이지 2관              |
| 2022 | 에곤 실레                              | 에곤 실레             | 9월 14일 ~ 12월 4일   | 예스24 스테이지 2관              |
| 2022 | 파가니니-부천                          | 아킬레                | 9월 23일 ~ 9월 24일   | 부천시민회관 대공연장            |
| 2022 | 세종, 1446 - 여주                      | 양녕대군/장영실       | 10월 6일 ~ 10월 8일   | 여주 세종국악당                  |
| 2022 | 미아 파밀리아 - 웰컴대학로 웰컴씨어터  | 리차드                | 10월 7일 ~ 10월 23일  | 서경대학교 공연예술센터 SKON 2관 |
| 2022 | 파가니니 - 공주                        | 아킬레                | 10월 14일 ~ 10월 15일 | 공주문예회관 대공연장            |
| 2022 | 세종, 1446 - 세종                      | 양녕대군/장영실       | 10월 28일 ~ 10월 29일 | 세종예술의전당                   |
| 2022 | 소크라테스 패러독스                    | 멜레토스              | 12월 14일 ~ 2월 26일  | 서경대학교 공연예술센터 SKON 1관 |
| 2023 | 다이스                                 | 다이스                | 2월 3일 ~ 3월 5일     | CJ아지트 대학로                  |
| 2023 | 어린왕자                               | 어린왕자              | 3월 4일 ~ 4월 23일    | 충무아트센터 중극장 블랙         |
| 2023 | 쿠로이 저택엔 누가 살고 있을까?        | 해웅                  | 5월 2일 ~ 7월 23일    | 플러스씨어터                     |
| 2023 | 빈센트 반 고흐 - 구미                  | 테오 반 고흐          | 6월 10일              | 구미문화예술회관 대공연장        |
| 2023 | 더 픽션                                | 와이트 히스만         | 6월 24일 ~ 9월 17일   | 예스24 스테이지 1관              |
| 2023 | 어린왕자 - 김해                        | 어린왕자              | 10월 6일 ~ 10월 7일   | 김해문화의전당 누리홀            |
| 2023 | 포파이 - 여수                          | 엘지                  | 10월 28일             | GS칼텍스 예울마루 소극장         |
| 2023 | 포파이 - 대구                          | 엘지                  | 11월 3일 ~ 11월 4일   | 대구문화예술회관 팔공홀          |
| 2023 | 모딜리아니                             | 모딜리아니            | 12월 9일 ~ 3월 10일   | 서경대학교 공연예술센터 SKON 2관 |
| 2023 | 에곤 실레                              | 에곤 실레             | 12월 9일 ~ 3월 10일   | 서경대학교 공연예술센터 SKON 2관 |
| 2024 | 이프아이월유                           | 강인호                | 3월 12일 ~ 6월 1일    | 예스24 스테이지 3관              |
| 2024 | 클럽 드바이                            | 도원                  | 6월 11일 ~ 9월 1일    | 예스24 스테이지 2관              |
| 2024 | 살리에르                               | 젤라스                | 7월 11일 ~ 9월 21일   | 세종문화회관 M씨어터             |
| 2024 | 빈센트 반 고흐 - 대구                  | 테오 반 고흐          | 8월 31일              | 대구 봉산문화회관 가온홀         |
| 2024 | 빈센트 반 고흐                         | 테오 반 고흐          | 9월 7일 ~ 12월 1일    | 인터파크 서경스퀘어 1관          |
| 2024 | 빈센트 반 고흐 - 부산                  | 테오 반 고흐          | 12월 6일              | 동서대학교 소향씨어터 신한카드홀 |
| 2024 | 빈센트 반 고흐 - 군포                  | 테오 반 고흐          | 12월 12일, 12월 14일  | 군포문화예술회관 철쭉홀          |
| 2024 | 더 픽션                                | 와이트 히스만         | 12월 14일 ~ 3월 9일   | 예스24 스테이지 1관              |
| 2024 | 미아 파밀리아                          | 리차드                | 12월 19일 ~ 3월 23일  | 링크아트센터드림 드림 1관        |
| 2025 | 이매지너리                             | 카이 베이커           | 4월 15일 ~ 7월 6일    | 링크아트센터드림 드림 3관        |
| 2025 | 더 픽션 - 대구                         | 와이트 히스만         | 5월 24일              | 대덕문화전당 드림홀              |
| 2025 | 리틀잭                                 | 잭 피셔               | 6월 28일 ~ 9월 21일   | 예스24 아트원 2관                |
| 2025 | 스트라빈스키                           | 슘                    | 07.28 - 10.12         | 대학로 티오엠 2관                |
| 2025 | 세종, 1446 - 안동                      | 양녕대군/장영실       | 11.21 ~ 11.22         | 안동문화예술의전당               |

### 콘서트
| 연도 | 제목                                     | 기간                                   | 장소                      | 역할          | 비고 |
| ---- | ---------------------------------------- | -------------------------------------- | ------------------------- | ------------- | ---- |
| 2018 | 1446 오후의 콘서트                       | 9월 11일                               | 더플라자호텔 그랜드볼룸홀 | 양녕/장영실   |      |
| 2018 | 뮤지컬 토크 콘서트                       | 12월 3일                               | 레드빅스페이스            |               |      |
| 2019 | 뮤지컬 토크 콘서트 다시, 봄              | 4월 29일                               | 연희예술극장              |               |      |
| 2019 | 1446 여민락 콘서트                       | 9월 28일                               | 예스24 스테이지 2관       | 양녕/장영실   |      |
| 2020 | 이진욱의 정원                            | 10월 4일                               | 대학로 티오엠 1관         |               |      |
| 2020 | 세종, 1446 더불어 노래하다               | 11월 29일                              | 블루스퀘어 아이마켓홀     | 양녕/장영실   |      |
| 2021 | 바톤 콘서트                              | 07월 6일, 7월 18일, 7월 24일, 7월 31일 | 브릭스시어터              |               |      |
| 2022 | 리틀잭 콘서트                            | 8월 19일                               | 예스24 스테이지 1관       | 잭 피셔       |      |
| 2023 | 오걸작 다미로 콘서트                     | 8월 19일                               | 국립정동극장              | 게스트        |      |
| 2023 | 투가이즈쇼                               | 8월 21일                               | 구름아래 소극장           | 게스트        |      |
| 2024 | 뮤지컬 스토리 콘서트 파리넬리와 파가니니 | 11월 14일                              | 군포문화예술회관 철쭉홀   | 루치오 아모스 |      |
| 2025 | 집들이 콘서트 이매지너리 체험단          | 3월 10일                               | 대학로 극장 온            | 카이 베이커   |      |

### 기타
| 연도 | 제목                                                         | 기간               | 장소                      | 역할         | 비고                                   |
| ---- | ------------------------------------------------------------ | ------------------ | ------------------------- | ------------ | -------------------------------------- |
| 2018 | 변사공연 청춘의 십자로                                       | 9월 25일           | 문화역 서울 284           | 영복         |                                        |
| 2019 | 변사공연 청춘의 십자로                                       | 2월 7일            | BFI 사우스뱅크 NFT 3관    | 영복         |                                        |
| 2019 | 찾아가는 웰컴대학로(리틀잭)                                  | 9월 12일           | 명동 예술극장 앞 야외무대 | 잭 피셔      |                                        |
| 2019 | 한글날 경축식                                                | 10월 9일           | 광화문                    | 장영실       |                                        |
| 2019 | 공연에 뜨겁게 미치다                                         | 11월 8일           | tbs TV                    | 게스트       |                                        |
| 2020 | 쇼생탈출 뮤지컬 미드나잇                                     | 3월 2일            | YES24                     |              |                                        |
| 2020 | [나는막내] 열세 번째 막내, 황민수                            | 7월 10일           | stage talk                |              |                                        |
| 2020 | 웰컴대학로 개막식                                            | 9월 18일           | 유튜브, 네이버TV          |              | 온라인 생중계                          |
| 2021 | 웰컴대학로 개막식 웰컴쇼(리틀잭)                             | 9월 27일           | 유튜브                    | 잭 피셔      | 온라인 생중계                          |
| 2021 | 뮤지컬 멸화군 -일부 넘버 미리 들어보기-                      | 9월 29일           | 혜화로운 공연생활         | 게스트       |                                        |
| 2021 | 뮤지컬 멸화군 -공부방송-                                     | 10월 27일          | 혜화로운 공연생활         | 게스트       |                                        |
| 2022 | 뮤지컬 블러디 사일런스: 류진 더 뱀파이어 헌터 -찍먹유도방송- | 4월 13일           | 혜화로운 공연생활         | 게스트       |                                        |
| 2022 | [월요라이브 Ep.81] 뮤지컬 '미아 파밀리아' 스폐셜 콘서트      | 7월 25일           | 인터파크티켓              | 게스트       |                                        |
| 2023 | 이럴거면 뮤지컬                                              | 1월 16일           | SBS 팟캐스트              | 게스트       |                                        |
| 2023 | 월요극장 어린왕자                                            | 3월 27일           | 충무아트센터 중극장 블랙  | 어린왕자     |                                        |
| 2023 | 뮤지컬 쿠로이 저택엔 누가 살고 있을까? 연습실산책            | 4월 13일           | 혜화로운 공연생활         | 게스트       |                                        |
| 2023 | 봄 궁중문화축전 세종, 1446                                   | 4월 29일, 5월 1일  | 경복궁 근정전             | 양녕/장영실  |                                        |
| 2023 | [월요라이브 S2 Ep.22] 쿠로이 저택엔 누가 살고 있을까?        | 5월 15일           | 인터파크티켓              | 게스트       |                                        |
| 2023 | 뮤지컬 더 픽션 연습실산책                                    | 6월 16일           | 혜화로운 공연생활         | 게스트       |                                        |
| 2023 | 뮤지컬 쿠로이 저택엔 누가 살고 있을까? -야식수다방송-        | 7월 4일            | 혜화로운 공연생활         | 게스트       |                                        |
| 2023 | 웰컴대학로 웰컴싱어롱                                        | 10월 15일          | 마로니에공원              |              |                                        |
| 2024 | 뮤지컬 이프아이월유 연습실산책                               | 2월 26일           | 혜화로운 공연생활         | 게스트       |                                        |
| 2024 | 봄 궁중문화축전 세종, 1446                                   | 4월 28일, 4월 30일 | 경복궁 근정전             | 양녕/장영실  |                                        |
| 2024 | 뮤지컬 이프아이월유 -공부방송-                               | 5월 6일            | 혜화로운 공연생활         | 게스트       |                                        |
| 2024 | 세종과의 하루                                                | 5월 14일           | 경복궁 수정전 일대        | 장영실       | 세종 되살리다: <세종, 1446>배우들 공연 |
| 2024 | 뮤지컬 클럽 드바이 연습실산책                                | 5월 23일           | 혜화로운 공연생활         | 게스트       |                                        |
| 2024 | 뮤지컬 클럽 드바이 -공부방송-                                | 7월 1일            | 혜화로운 공연생활         | 게스트       |                                        |
| 2024 | 웰컴대학로 프린지(빈센트 반 고흐)                            | 10월 13일          | 마로니에공원 야외공연장   | 테오 반 고흐 |                                        |
| 2025 | 일단 한번 끼리끼리                                           | 1월 8일            | 혜화로운 공연생활         | 게스트       |                                        |
| 2025 | [#STAGE ON & OFF] 미아 파밀리아 편                           | 1월 30일           | LINK PICK                 |              |                                        |
| 2025 | 뮤지컬 이매지너리 -공부방송-                                 | 5월 13             | 혜화로운 공연생활         | 게스트       |                                        |

## 인터뷰
| 연도 | 제목                                                                                                  |
| ---- | --- |
| 2018 | [NC인터뷰①] '1446' 황민수 "'정말 죽일 것 같다'는 칭찬 들었죠"                                         |
| 2018 | [NC인터뷰②] '1446' 황민수 "나에게 '배우'란? '특별함'이다"                                             |
| 2018 | [NC스케치] 뮤지컬 '1446' 황민수                                                                       |
| 2019 | [인터뷰YAM] 황민수, 무대에서 살어리랏다                                                               |
| 2019 | [인터뷰] 배우 황민수, 왜 '리틀잭' 위기이자 기회일까                                                   |
| 2019 | [포토+] '리틀잭' 황민수, 유승현·정민에게 신선한 자극 받았죠                                           |
| 2019 | [인터뷰YAM #1] ‘원모어’ 황민수, 소중한 것들에 대하여                                                  |
| 2019 | [인터뷰YAM #2] 황민수 “상상하게 만드는 배우 되고 싶어”                                                |
| 2020 | [Pair Play 인터뷰] 뮤지컬 ‘미아 파밀리아’ 황민수·장민수·문경초 “예스터데이 이즈 히스토리”             |
| 2020 | [B사이드①] 뮤지컬 ‘미아 파밀리아’ 어쩌면 ‘형’ 패기의 막내 황민수, 포근한 장민수, 순박한 히트맨 문경초 |
| 2020 | [B사이드②] 뮤지컬 ‘미아 파밀리아’ 황민수·장민수·문경초 “우리라서 다행이다, 사랑한다!”                 |
| 2020 | [NC릴레이터뷰④]'찐우정' 장민수·황민수의 '장황'하지 않은 이야기                                        |
| 2021 | [인터뷰] '블러디사일런스' 황민수 "하면 할수록 욕심나는 작품"                                          |
| 2021 | [인터뷰]'더 픽션' 황민수 "완전히 달라진 모습 기대해도 좋아"                                           |
| 2021 | [인터뷰]황민수, 새롭게 그리는 그림                                                                    |
| 2021 | [인터뷰] '멸화군' 황민수 "깊이 있는 연기, 나만의 매력 보여주고파"                                     |
| 2021 | [인터뷰②] '멸화군' 황민수 "체력 문제 보다 감정 조절 더 신경써"                                        |
| 2021 | [인터뷰③] 배우 황민수 "재테크? 주식 공부 중"                                                          |
| 2023 | [인터뷰] '더 픽션' 황민수 "세 번째 만나는 작품, 더 인간다운 모습 담아"                                |
| 2025 | [인터뷰①] ‘더 픽션’ 김도빈·황민수 “서로를 빛으로 끄집어내는 존재…‘위로’ 전해요”                       |
| 2025 | [인터뷰②] ‘더 픽션’ 김도빈·황민수 “이보다 더 행복할 수 있을까, 후회 없이 즐기다 갑니다”               |